# Ditrău
Ditrău (Hongaars:Gyergyóditró) is een gemeente in Harghita. Ditrău ligt in de regio Transsylvanië, in het midden van Roemenië. Het behoort tot het Szeklerland, het gebied waar etnische Hongaren de meerderheid vormen. De streek rond het dorp is de Gyergyószék. 
De gemeente bestaat uit 3 dorpen en had in 2011 4.867 inwoners (98% etnische Hongaren). Eveneens 98% is het aantal Rooms Katholieken in de gemeente (volkstelling 2011).
In 1903 werd in Ditrau een nieuwe kerk gebouwd, deze is de grootste van het gehele Szeklerland en wordt door de bevolking "grote kerk" genoemd.
In de jaren na 2020 zal naast het dorp een nieuwe autosnelweg worden gebouwd (A8 (Roemenië) die de verbinding gaat vormen tussen Targu Mures en Iasi.

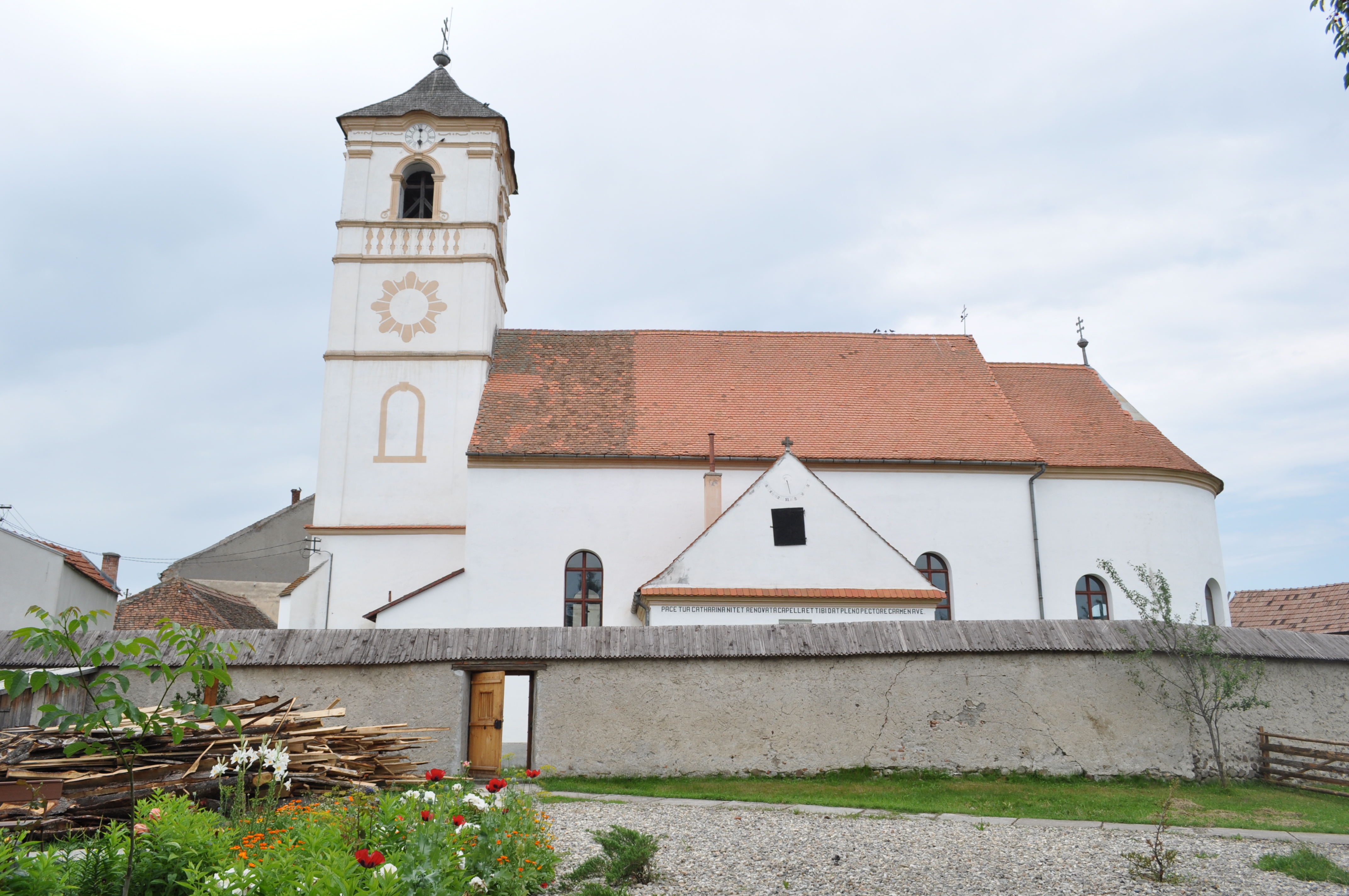
St. Catharinakerk, Ditrău
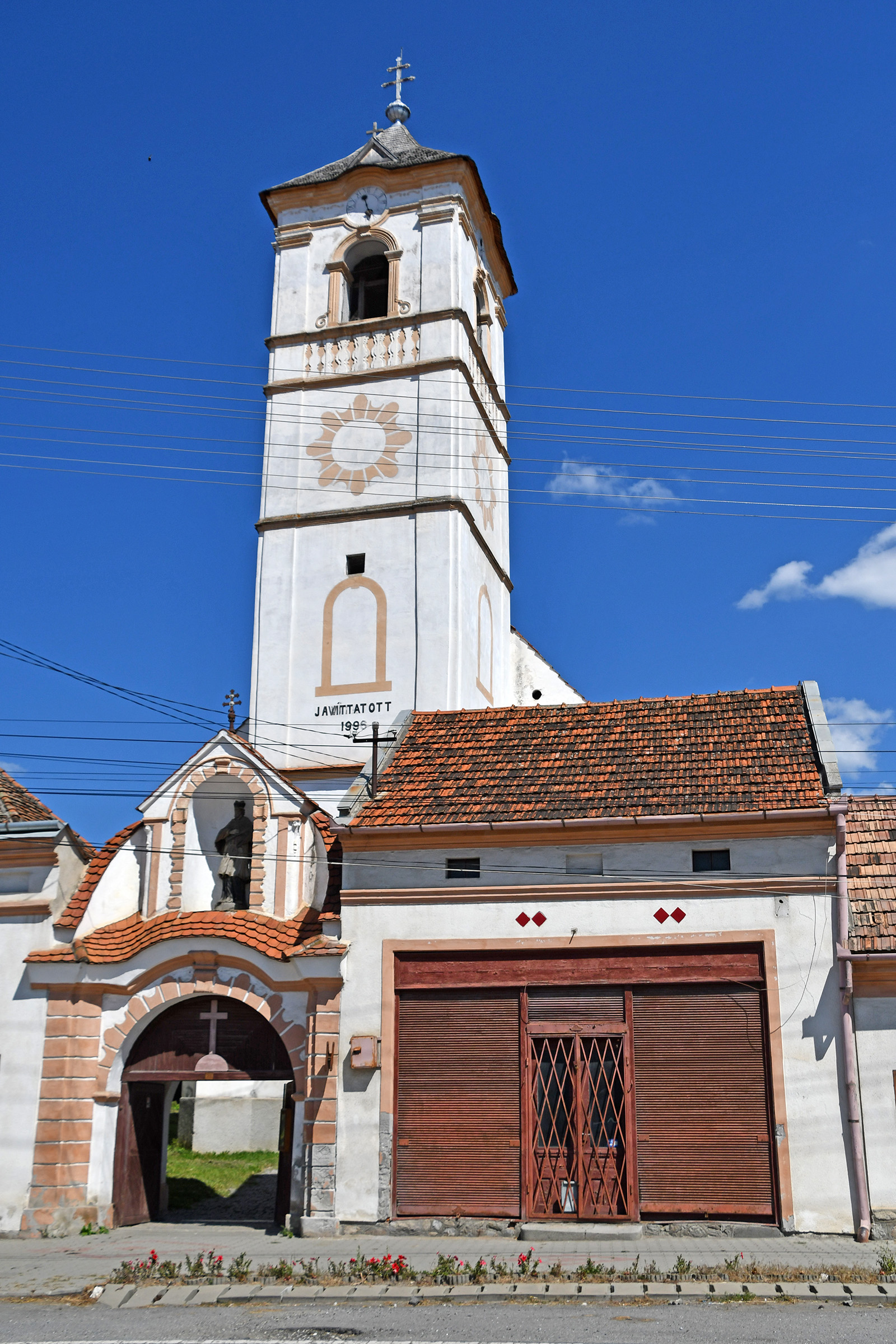
St. Catharinakerk, Ditrău
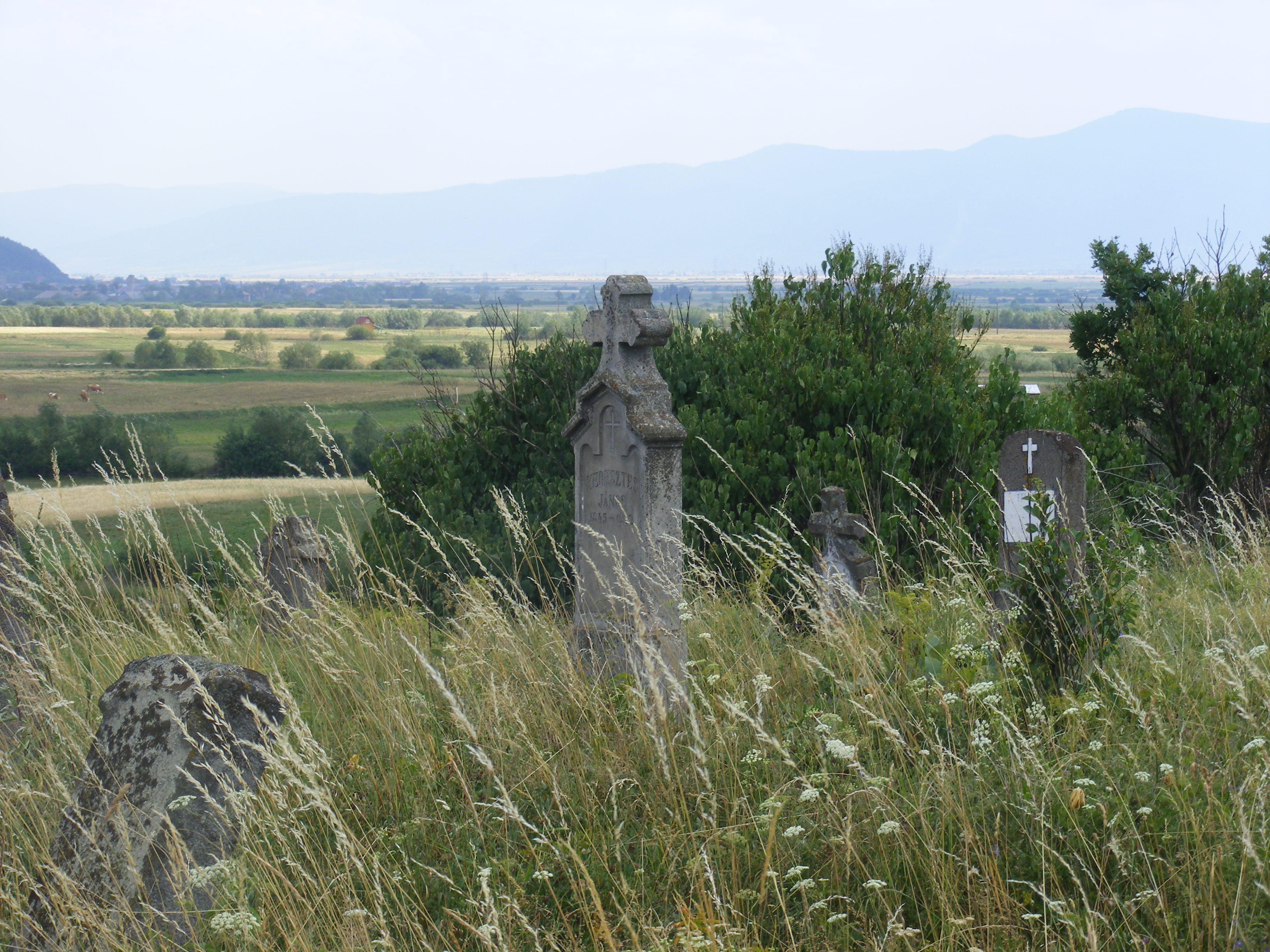
Begraafplaats van Ditrău
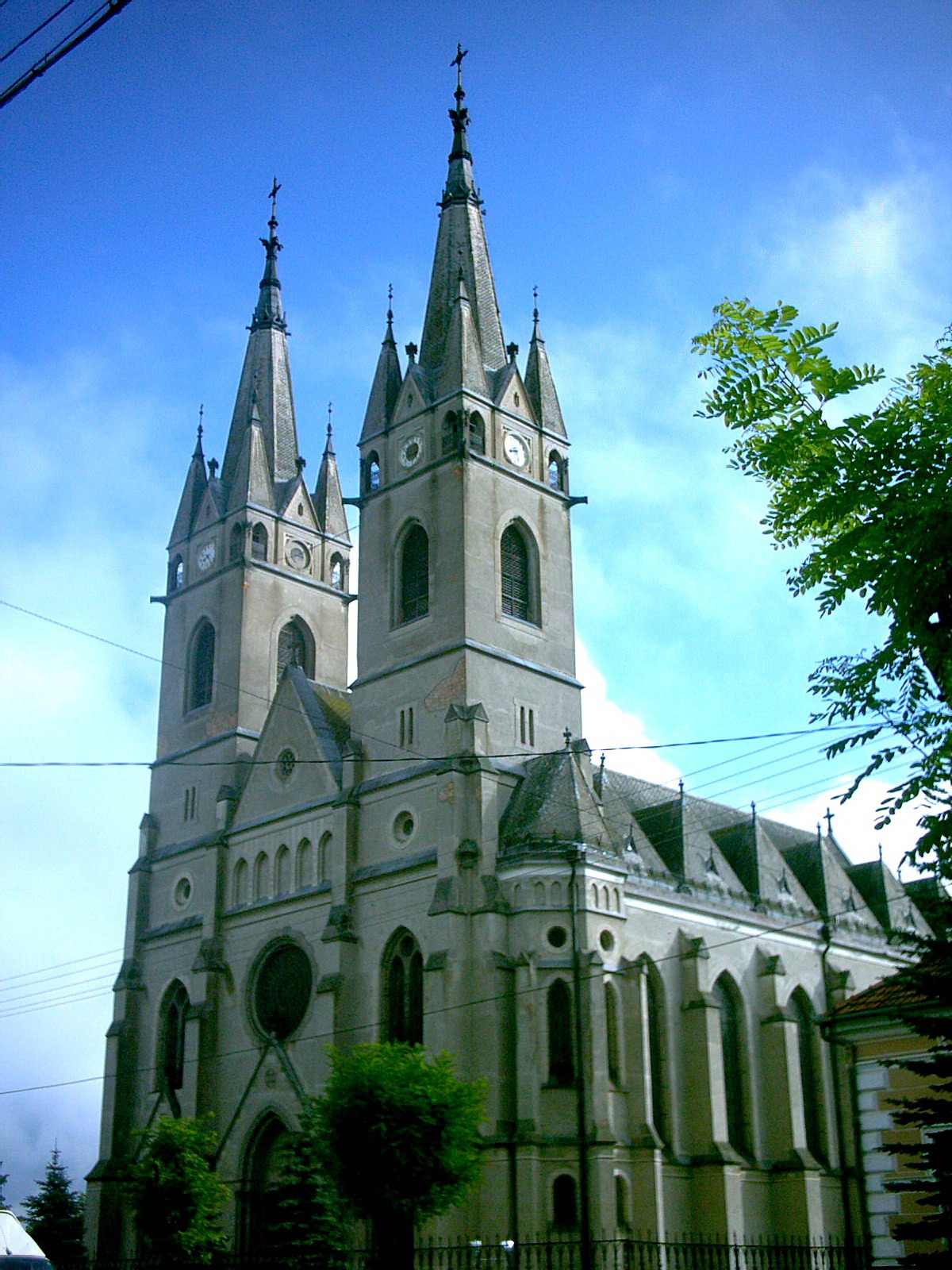
Grote kerk van Ditrău

Atid · Avrămești · Bilbor · Brădești · Căpâlnița · Cârța · Ciceu · Ciucsângeorgiu · Ciumani · Corbu · Corund · Cozmeni · Dănești · Dârjiu · Dealu · Ditrău · Feliceni · Frumoasa · Gălăuțaș · Joseni · Lăzarea · Leliceni · Lueta · Lunca de Jos · Lunca de Sus · Lupeni · Mădăraș · Mărtiniș · Merești · Mihăileni · Mugeni · Ocland · Păuleni-Ciuc · Plăieșii de Jos · Porumbeni · Praid · Racu · Remetea · Săcel · Sâncrăieni · Sândominic · Sânmartin · Sânsimion · Sântimbru · Sărmaș · Satu Mare · Secuieni · Siculeni · Șimonești · Subcetate · Suseni · Tomești · Tulgheș · Tușnad · Ulieș · Vărșag · Voșlăbeni · Zetea